# Barca levantina

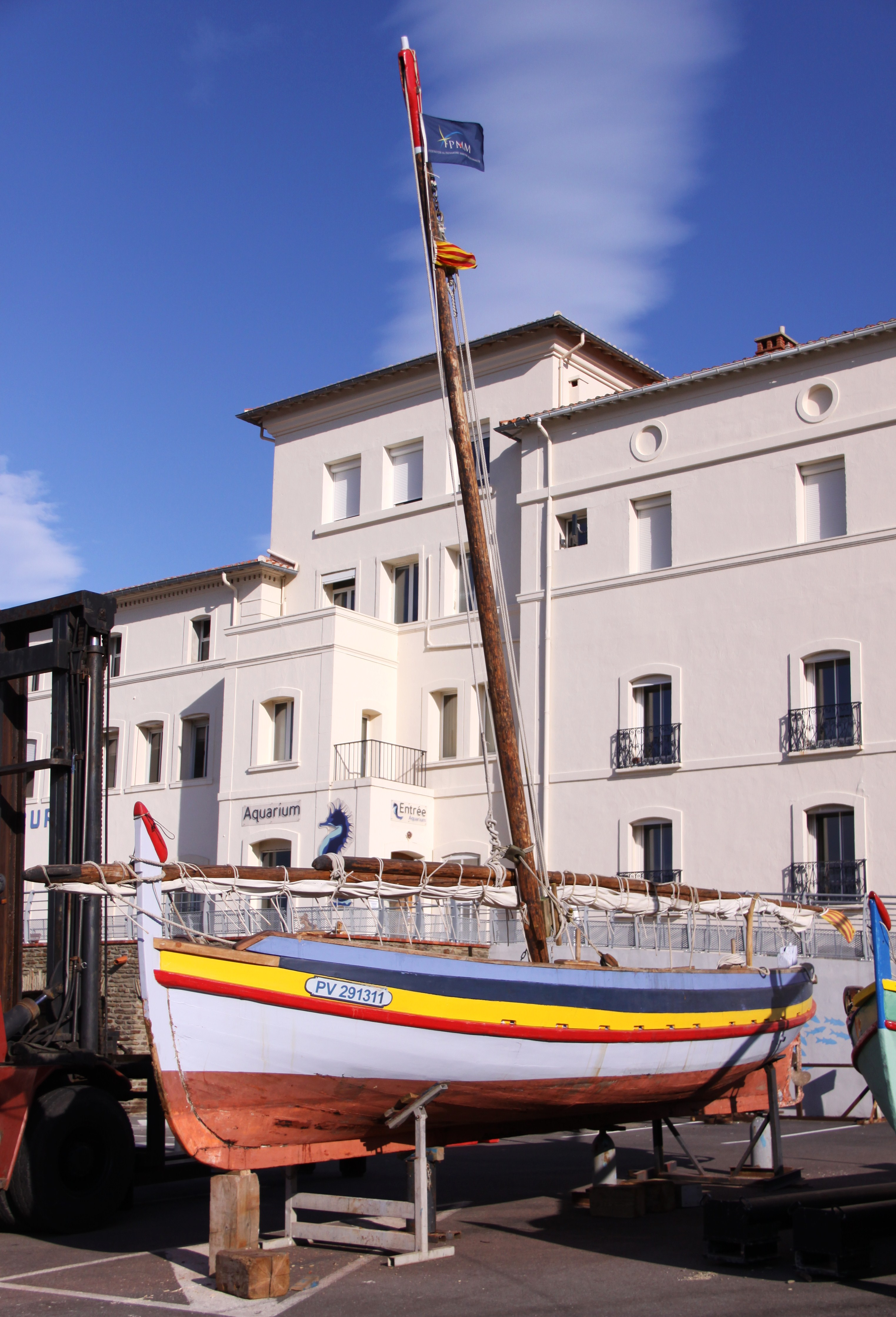
La barca catalana Albada en tierra

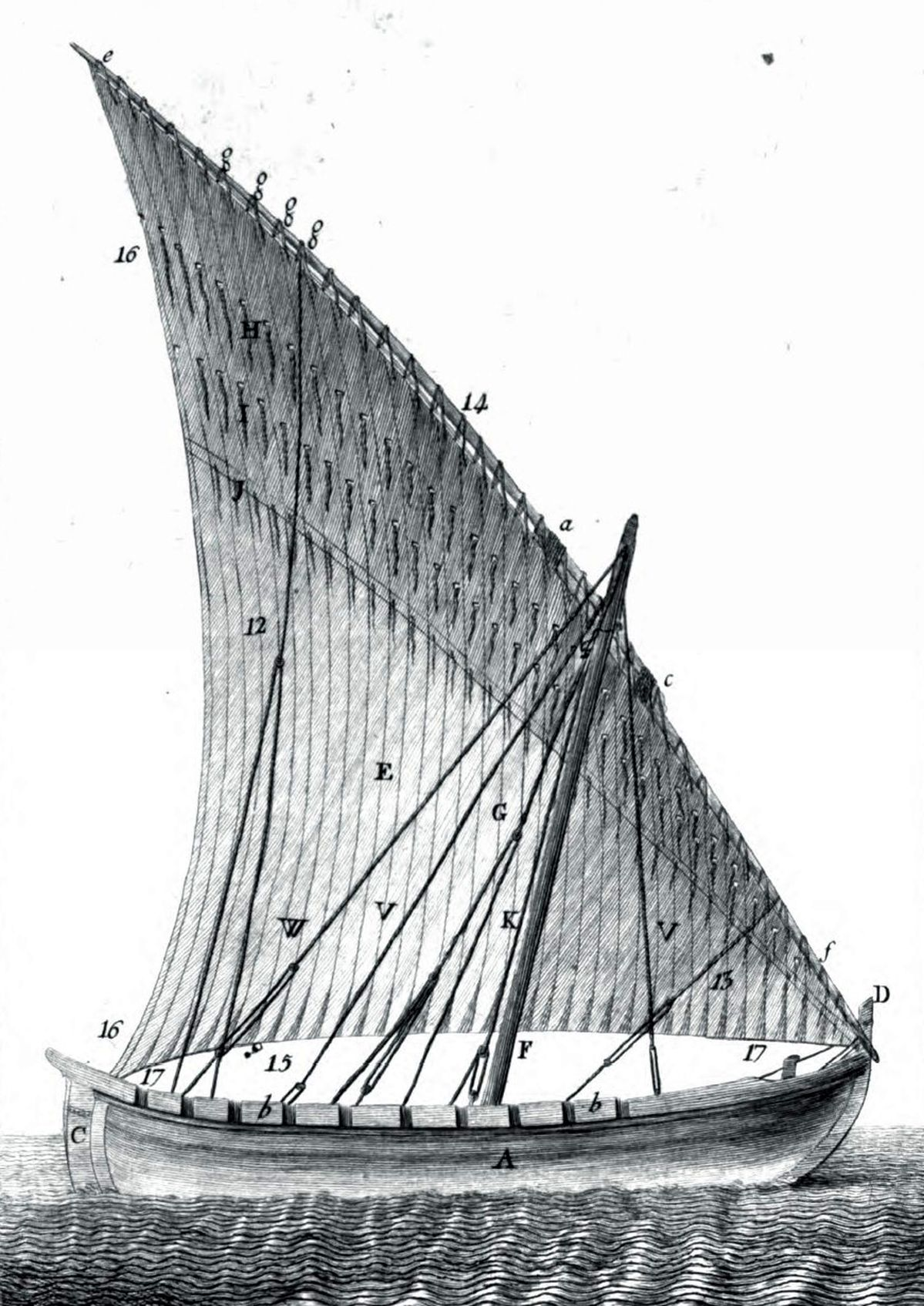
Barca levantina (Sañes Reguart - 1796)

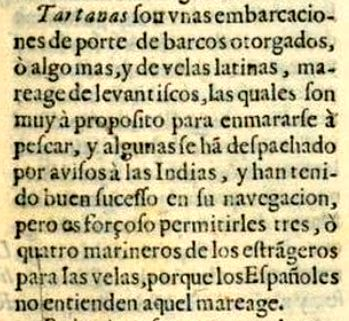
Definición de tartana, según Veitia y Linaje 1670.

El término barca levantina resume el conjunto de barcas de vela de diversas regiones, todas con características propias, que comparten unos rasgos generales. Las barcas (catalanas, valencianas, baleares…) gozaron de un gran prestigio entre los extranjeros por sus cualidades marineras, su belleza y su velocidad. En aguas americanas y otras partes las barcas fueron famosas y dejaron huella.
El nombre de barca se asociaba tradicionalmente a una especie de embarcaciones del Mediterráneo de esloras y desplazamientos variables emparejadas con un árbol único y una vela latina, embarcaciones que también podían desplazarse a remo . En las Islas Baleares, Comunidad Valenciana y Cataluña la denominación quedaba simplificada en barca. Los forasteros complementaban (y todavía lo hacen) el nombre con el adjetivo del territorio de origen: barca mallorquina, barca menorquina, barca valenciana, barca catalana.
Es un barco de pesca tradicional que se ha utilizado a lo largo de toda la costa occidental del Mediterráneo . En el XIX, para los pescadores de San Francisco (o por lo general para todos los balleneros) era la clase de barco con el tipo de aparato (" catalán rig " o " catalán sail ") que permitía la vela más grande en proporción a su eslora.  

## Descripción
La eslora de una barca levantina podía estimarse entre los 4 m y los 12 m, con el desplazamiento variando proporcionalmente. Un modelo típico podría situarse alrededor de los 6 metros de eslora. Con una tripulación de 4 personas –incluyendo el patrón- navegaba muy bien en vela y a remo.
Llevan una gran vela latina con una superficie que puede llegar a los 90 m². El puente de proa de la embarcación está dotado de una curvatura (brusca) importando para poder desalojar rápidamente el agua que pueda entrar. El popa es puntiaguda. Estas características permiten hacer cara a las suaves brisas de la Mediterránea pero también a los vientos violentos como la tramontana, que caracterizan la costa de Cataluña. Aparte de la vela principal algunas barcas podían izar un copo (pollacra) ; las más grandes, un copo y un árbol de media.
El Diccionario de marina de Pâris y Bonnefoux el 1847 daba esta definición: "Bateau de pêche très fin, de belles façons, ayant peu de creux, portant bien la toile et naviguant bien" ("Barca de pesca muy fina, de bonita línea, puntal pequeño, llevando bien la tela y navegando bien").

## Historia
Las barcas son muy antiguas. había barcas (catalanas) a la flota de Jaime I en la reconquista de Mallorca. En un manuscrito todavía existente estuvieran anotadas las licencias de las barcas que zarpaban de Mallorca con el compromiso de volver.
Según Joan Coromines hay referencia de barcas (catalanas) en 1271 (Tarifa de Barcelona).
Las barcas catalanas eran numerosas a comienzos del siglo XX, época en que se utilizaban para pescar en el filete la sardina y la anchoa. La Barca catalana ha dado su nombre en un barrio de Marsella.

## Particularidades de navegar con vela latina
La maniobra de la vela latina es relativamente complicada y puede ser peligrosa en caso de viento fuerte. Según Joseph de Veitia Linage en la obra “Norte de la Contratación”( Sevilla, 1672): “Tartanas...de velas latinas, mareage de levantiscos...los españoles no entienden aquel mareage”, refiriéndose a la maniobra de las velas latinas. El señor Veitia era “Juez Oficial de la Real Audiencia de la Casa de Contratación de las Indias”.

## Barcas, faluchos, falúas
Los laúdes son mencionados en catalán (llaguts o llaüts) desde 1249 (Coromines). La etimología probable es a partir del árabe al-’ud (la madera), la misma que la del instrumento musical. No en vano “madera” y “lleny” eran nombres de embarcaciones.
El barcelonés Sáñez Reguart, en su obra “DICCIONARIO HISTORICO DE LOS ARTES DЕ LA PESCA NACIONAL” (Madrid, 1793), explica muy bien que, a su época, las barcas catalanas más típicas eran los laúdes denominados en otras comarcas “faluchos”. Un “falucho” de pesca era el mismo que un laúd o llagut.
Los falutxos armados tuvieron un gran papel en operaciones militares, de coros o piratería. Sin menystenir su uso como barcos corréis, de transporte de armas o de suministros esenciales.
Simplificando un poco, los falutxos más grandes dedicados al transporte de cabotatge aparejaban pollacra (copo) y un árbol de media y se denominaban “barcas de media”.
Las “falugues” o “falúes” (“faluga” en singular) son mencionadas en catalán desde 1372 (“falua”, probablemente derivada de la arab “faluwa”, yegua joven)Ref. Coromines
Los significados de “faluga” (catalán) y “falúa” (castellano) acostumbran a aplicarse a barcas de remo. La denominación “felucca” (inglés) se traduce por “falucho”(castellano) y por “bateau catalan” (francés) en algunos diccionarios.

## Clasificación por eslora/desplazamiento
Según Sáñes Reguart había 4 categorías de llauts:
- Los sardinals: Quilla “de 15 codos y 6 “pulgadas” (unos 9 m). Con media cubierta, 5 o 6 marineros, 1 árbol con vela latina,
- Las “barquetes de corredor” (para pescar al palangre o en parejas de buey): quilla de 16 “codos y 16 pulgadas” (unos 10 metros); de 7 a 9 tripulantes y 5 pares de remos.
- Los laúdes de Arenys de Mar, para ir a pescar en Andalucía (donde eran denominados “faluchos”): quilla de “21 codos y 8 pulgadas” ( unos 11 metros); con 3 pares de remos de 25 palmos cada uno
- Laúdes de 30 codos de quilla (unos 17 metros). Augustin Jal habla de un falutx catalán de casi 18 m de eslora, 6m de manga y 1,97m de puntal. Falutx llamado San Bonaventura y que visitó en Marsella en 1841.[12]

## Materiales de construcción tradicionales
Además de determinar la solidez de una embarcación tradicional, los materiales de construcción determinan en parte otras aspectos del diseño y el comportamiento del barco.

### Maderas
Quilla o carena de haya o de serbal. Quadernes de encina o de olivo. Forro de melis o de pinos resinosos sin grops o nudos. Remos de haya. Árbol de pino del país. Antena de pícea nórdica.

### Hierro
Para la clavaó, el hierro hace falta que no sea demasiado dulce, ni demasiado agrio (acerado). El de las fraguas catalanas era muy adecuado. Piezas esenciales eran las bisagras del timón, hembra y macho.
En poleas y otras partes podía usarse el bronce.

### Calafatado
Con estopa de cáñamo y colofonia.

### Pintura del casco
El casco de las barcas actuales se suele pintar de blanco y algunos colores vivos en la obra muerta mientras que en la obra viva (la parte que va sumergida cuando se navega) dominan los colores verde o moratón.
Según testimonios de Vicente Blasco Ibáñez y Joaquín Sorolla, las barcas valencianas de su época se pintaban de negro en la obra muerta (sin contar la cubierta) y de blanco la obra viva.

### Vela
De cotonía, tejido con urdimbre de cáñamo y trama de algodón, o solo de algodón especialmente hilado y reforzado.
Las velas eran cosidas a partir de varias piezas de anchura correspondiente al ancho del tejido (unos 40cm). La forma era triangular y tenían dos o tres fajas de rissos con badafions que permitían reducir la superficie vélica cuando convenía.
La manera de cortar, coser y hacer velas fue recogida en algunos tratados especializados.

### Cordaje
Durante muchos años las cuerdas se hacían de cáñamo. En lugares lejanos podían usarse otras fibras (sisal, en México; abacá, en Filipinas).
Las cuerdas eran responsabilidad de los maestros cordeleros (o corderos de cáñamo, muy diferentes de los cordeleros de viola). En Cumanà los primeros que introdujeron la fabricación de cuerdas a partir de fibras indígenas fueran catalanes.

### Posición del árbol
Los laúdes arboraven el palo en medio del casco, en el banco central (banco de arborar), a diferencia otros barcos con vela latina. El palo, de la misma longitud que la eslora de la barca, iba sensiblemente inclinado hacia el delante (hacia la proa).

### Agua no deseada
Como otras embarcaciones parecidas, los laúdes pueden embarcar agua. Agua que se escurre de las redes o que llevan las oleadas que rompen sobre la cubierta. El agua embarcada no es deseable y hay que proceder a su evacuación de la mejor manera posible.

#### Agua sobre cubierta

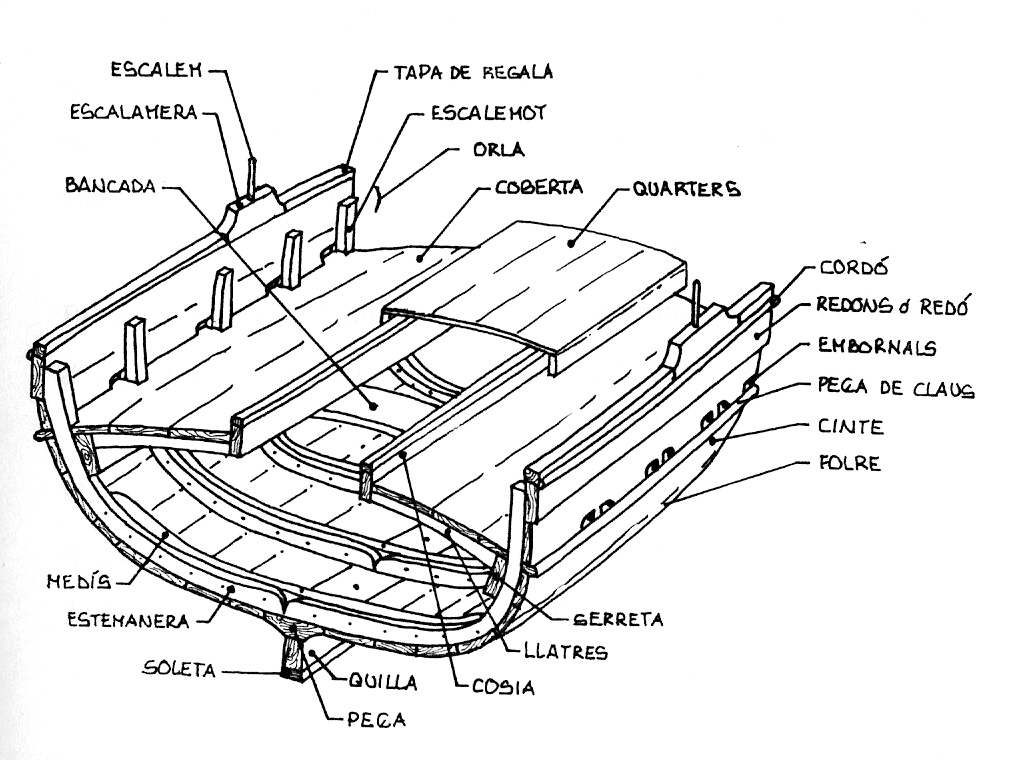
Partes del casco de una barca

La cubierta es convexa, más alta por el centro que por los lados. Esta brusca (curvatura) de la cubierta hace que el agua, con la embarcación dirigida (en posición vertical), vaya hacia las bandas y pueda salir por las alcantarillas.
Normalmente, los agujeros que hay a la cubierta (escotilles y similares) disponen de una protección vertical y perpendicular a la cubierta llamada brazola. Este tipo de marco forma una barrera de una cierta estatura que impide el paso del agua hacia el interior del casco.

#### Agua interior
La construcción tradicional de madera determina que el interior del casco no sea liso como el exterior. El costillaje provoca unas divisiones que, si fueran estanques, podrían provocar acumulaciones de agua difíciles de evacuar. La solución emprada consiste en unas pequeñas rendijas, los llibis, dispuestas a la parte inferior de los medissos y que permiten el paso del agua hacia el punto de recogida. Este punto de recogida es llamado dui y está tapado con una cuña cónica de madera o un tapón de corcho.
Una vez la barca está en la playa, el agua residual que no ha podido ser agotada a mar con la sàssola, se hace salir retirando el tapón del dice. Esta operación se denominaba “hacer mear la barca” (fer pixar la barca).

## Difusión geográfica y particularidades locales

### Cataluña

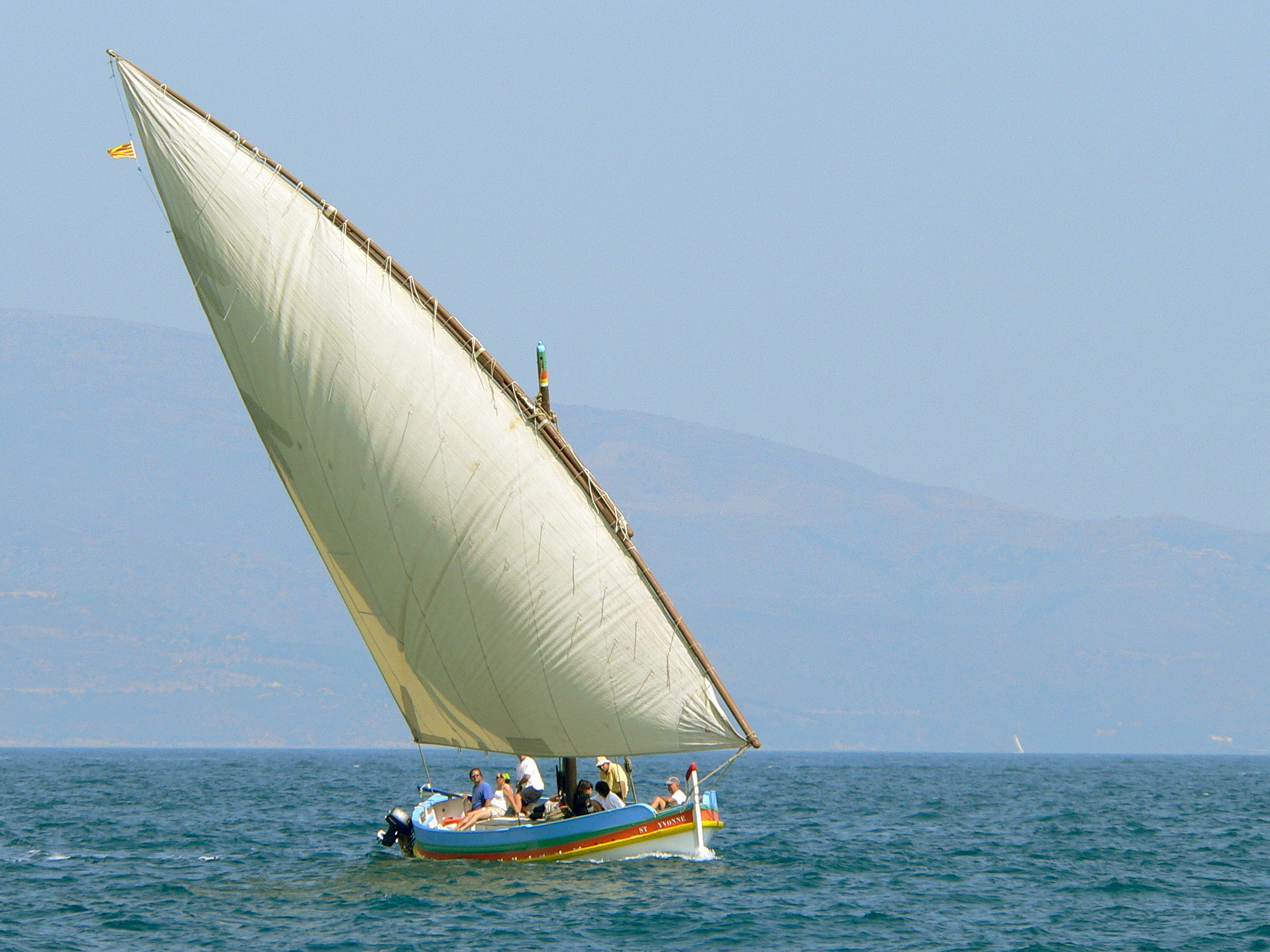
Laúd con vela latina en el Mediterráneo

Confirmando la denominación, Cataluña fue el origen de las barcas catalanas. Y levantinas en general.
había barcas con vela latina al mediterráneo documentadas desde el s. I aC, mucho antes de la llegada de los árabes. Otro ejemplo típico es el mosaico de Kelenderis (de final del siglo V dC), que muestra una nave con una vela casi triangular y con una faja de rissos formando ángulo con la antena. Y también había a las costas catalanas desde tiempos muy antiguos.
Según Laborde (1827) había catalanes y barcas catalanas en muchos lugares del mundo. Y no eran raros los viajes de aquellas barcas hacia América. Las barcas catalanas podían ser contempladas y comparadas con otras embarcaciones parecidas o diferentes. Velocidad, solidez, calidades marineras,... Y muchos testigos fueron favorables a las embarcaciones catalanas.

### Islas Baleares
Las barcas catalanas llegaron oficialmente a las Islas con en Jaume I. Muy pronto los maestros de azuela locales adaptaron los modelos originales a sus necesidades. Las barcas de Ses Islas, con algunos detalles propios, igualaban las calidades de las barcas catalanas sin dejar de ser muy parecidas en los cascos y los aparatos.
Salvo la dificultad de dar detalles generales en embarcaciones de construcción artesana, hechos a medida del comprador por maestros de azuela que las acababan con detalles propios, las barcas baleares eran menos llanuras que las catalanas en el fondo (obra viva). Las catalanas tenían que reposar en la playa sobre la quilla y las escues. Mientras que las mallorquinas y menorquinas podían atracarse en un muelle. A las barcas baleares el palo se arborava un chico más a proa que en las barcas catalanas.

### Valencia

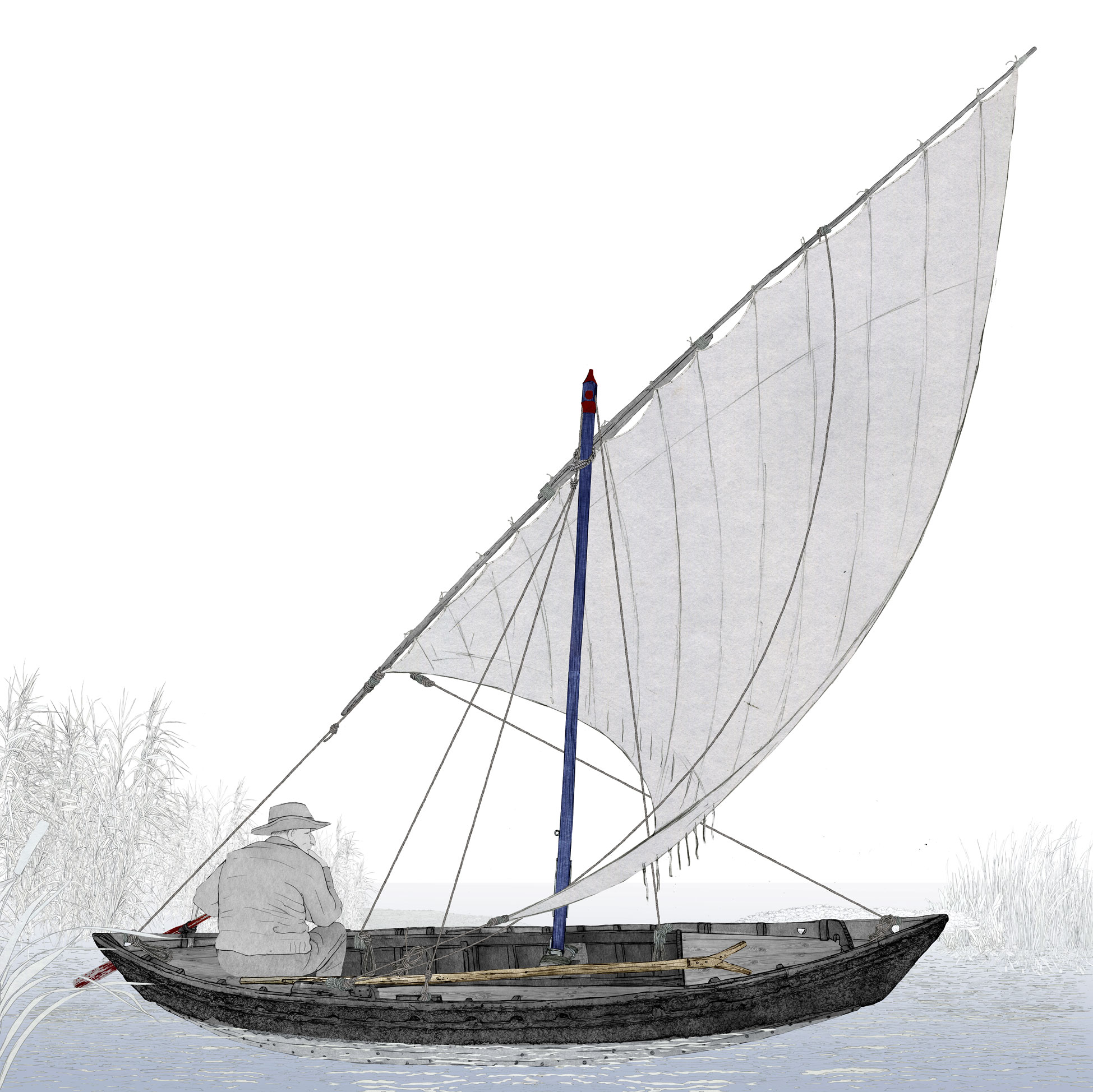
Vela latina a la Albufera de Valencia. Museo Valenciano de Etnología.

Igual que en el caso anterior. Los maestros de azuela valencianos tenían el mismo nivel de competencia que los catalanes y los de las islas Baleares.
En Valencia hay que distinguir entre dos tipos de barcas: las de mar abierto (muy parecidos a las mallorquinas y catalanas)y las de la Albufera (más planas y de poca vainica).
Desde hace unos cuántos años hay una recuperación de las barcas de la Albufera, con vela latina y típicamente valencianas.

### Alguer y la espanyoleta
En el Alguer parece que no sabían pescar la langosta tan bien como en otros lugares. Un industrial de Ciutadella, el señor Arguimbau fue para hacer negocios y los indicó unas cuántas mejoras. Entre otros llevó dos barcas viejas de Ciutadella (Menorca) que el maestro de azuela alguerés señor Palumba desmontó y examinar a conciencia. Las nuevas barcas de los sr. Palumba, una copia de las menorquinas, navegaban muy bien y eran más rápidas que ninguna otra. Así nació la españoleta (a los mallorquines y catalanes los decían españoles al Alguer; el Sr. Arguimbau era de Menorca y, por lo tanto, “español”; y su barca “espanyoleta”).

### Cataluña Norte. Las “barcas catalanas” de Francia
Según testigo de Gourret (1894) había muchas barcas catalanas que pescaban a las costas de Provenza.
Escribió que aquellas barcas que pescaban al palangre desplazaban 3 toneladas, eran anchas, calaban poco y tenían media cubierta; arboraven un solo palo inclinado hacia proa; iban muy bien a vela y también a remo. Podían resistir mares gordas e iban lejos de las costas. La tripulación era de seis hombres.
Según Mr.Gourret los catalanes se establecieron en Marsella el 1721 y el 1787 había a Marsella 80 barcas catalanas que pescaban al palangre con 480 tripulantes. De hecho la colonia catalana era tan importando cómo para denominar el barrio de los Catalanes y la cala “Anse des Catalanes”.
Vincent Giovannoni hizo un resumen apasionado de las barcas catalanas y del estilo de construcción catalán. En su opinión “nunca ha habido la pesca barcas de vela tan rápidas y tan bellas como las barcas catalanas”...”El estilo catalán fue imitado y adaptado dadas sus calidades”.
Un francés del Rosselló fue el iniciador de la recuperación de las barcas catalanas.

### Galicia
A finales del siglo XVIII hubo una emigración masiva de pescadores catalanes hacia las costas gallegas: entre 15000 y 17000. Allí, con sus barcas, sus artes y sus métodos acabaron dominando la pesca local y las industrias conserveras.

Algunos tipos de barcos de Galicia imitaron los aparatos latinos de las barcas catalanas. Los falutxos de Mugardos por ejemplo, que seguían el modelo catalán original.

### Cuba y el Caribe
En Cuba y el Caribe la vela latina llegó muy pronto. Dejando de banda el aparato de las barcas auxiliares que no está documentado, en el Segundo Viaje de Colom el estol contaba con dos carabelas latinas (calaveras en catalán de aquella época).
La expedición de Nicolás de Cardona documenta, gráficamente y por escrito, la presencia de tartanes, barcos de vela latina muy parecidas a los llaguts.
En época de libre comercio con América las barcas catalanas y los falutxos catalanes comerciales tuvieron un papel esencial.
La velocidad de las barcas catalanas permitía su uso como barcos corréis en casos extraordinarios.

### Nueva Orleans (Luisiana, USA)

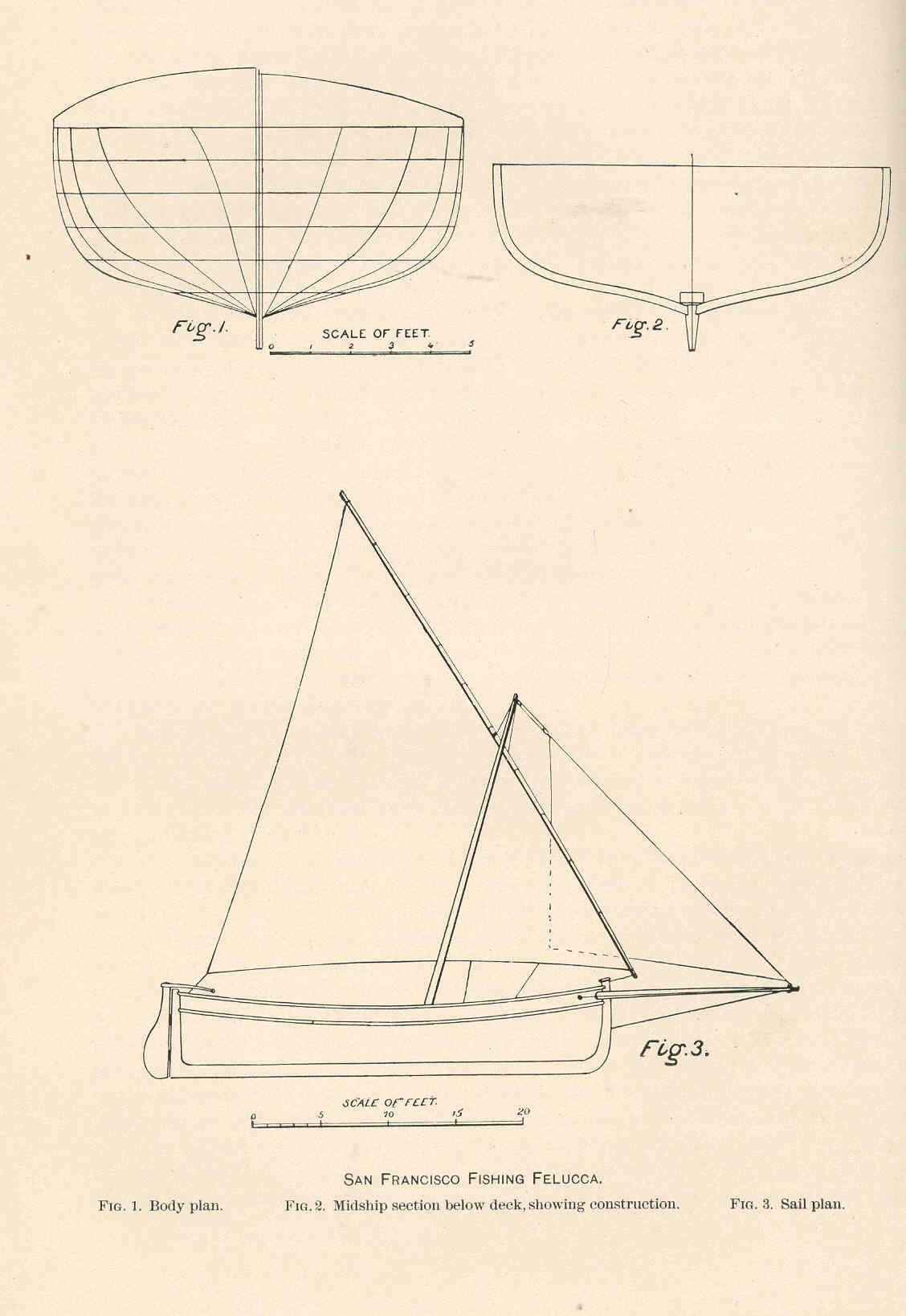
“Falucca” de pesca de San Francisco.

En obras del siglo XIX se mencionan el “Bayou Catalan” y un “Catalan Village”, respectivamente una cala y un pueblecito de pescadores cerca de Nueva Orleans que eran testigos de la presencia marinera catalana en aquellas tierras.## La explicación de algún experto indica que los catalanes introdujeron los “falutxos” allí, junto con la palabra que los anglo-americanos transformaron en “felucca”. Hay que recordar que la forma catalana más antigua es “faluga”.

### San Francisco (California, USA)

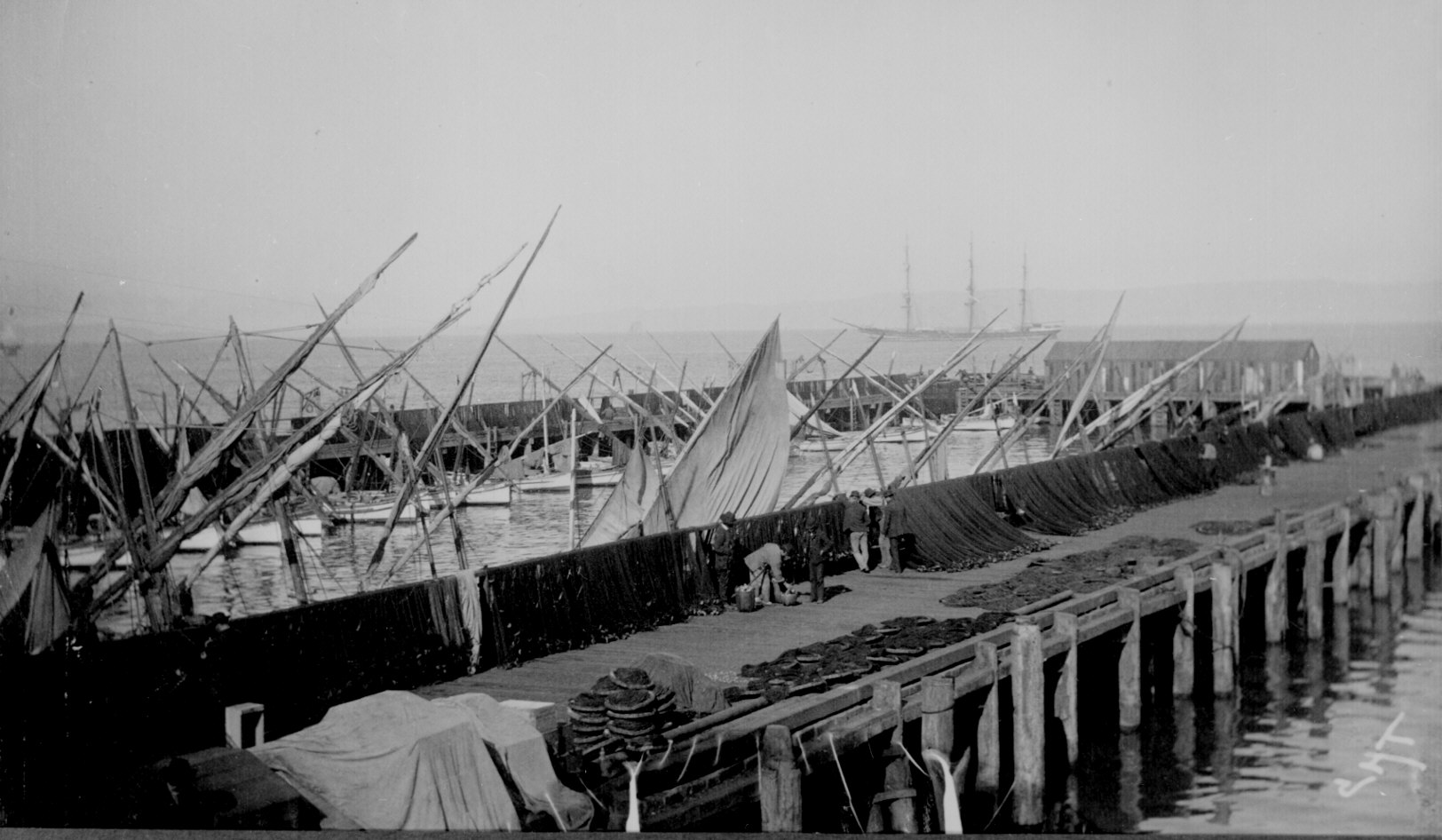
Las llamadas "feluccas" atracadas al Fisherman's Wharf de San Francisco, el 1891,de hecho eran barcas con vela latina.

La primera referencia documentada de velas latinas a California es a la relación de la expedición de Nicolàs de Cardona. Según algún autor a la expedición de Cabrillo y Bartomeu Ferrer había una embarcación con dos velas latinas, la San Miguel.
Las historias oficiales dicen que cuando California fue conquistada por los norteamericanos se establecieron a San Francisco unos cuántos pescadores italianos.  Unas fuentes dicen que primero fueran genovesos sustituidos después sicilianos, mientras que otros explican que eran casi todos napolitanos.
Lo cierto es que las famosas “felouccas” de San Francisco llevaban velas latinas llamadas por los propios pescadores “velas catalanas” o con "aparato catalán": "They are keeled, decked-over, lateen oro, as some insist, catalonia rigged'".
A final del siglo XIX la distribución de los pescadores de San Francisco con motivo de su origen geográfico es un tema de difícil investigación. La denominación genérica de “Italian” es bastante precisa. No pasa el mismo con “Spanish”. había “Spanish Californios” nativos antes de la conquista norteamericana, junto con inmigrantes españoles (antes y después de la conquista). El artículo titulado “San Francisco Fishermen” fue publicado el 8 de octubre de 1881 y habla de un centenar de barcas. Por otro lado una publicación de 1887 (“The Fisheries and Fishery Industries of the United States”) indica que había pocos pescadores de ascendencia "Spanish"a San Francisco, mezclados con otras del conjunto.
Los pescadores italianos se incorporaron a un sistema de pesca que ya existía y que implicaba el uso de barcas y velas locales.

### Gibraltar
En Gibraltar hay la Catalan Beach y el Catalan village. No está documentada la fundación de l‘antiguo pueblecito pero debía de ser anterior a la conquista de la Roca por parte de los ingleses. Muchos viajeros del siglo XIX lo describen.
Durante los diversos asedios de Gibraltar por parte de los españoles hubo participación de barcos de vela latina (los xabecs de Antoni Barceló y barcas diversas). En uno de los asedios el patrón de una barca catalana fue encarcelado para hacer de mensaje entre el Peñasco y los prisioneros ingleses capturados por los españoles.
Algunos autores mencionan el naufragio no referenciado de un barco genovés y el establecimiento de los genovesos supervivientes al Catalan Vilage. Sí que hay referencias a sus navegaciones con barcas latinas cofats con un tipo de barretines rojas o blancas.
De las barquetes latinas de Gibraltar hay una descripción con un cierto detalle en un libro de la época.
La presencia de los catalanes en Gibraltar se acuerda de forma simbólica y nostálgica en el film "Wonderful things!" (1958). Un pescador catalán de Gibraltar marcha a Londres a triunfar como cantante.
La vela latina y el contrabando también tenían alguna relación.

### Islas Canarias

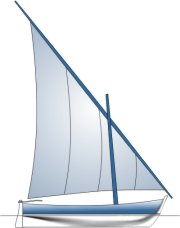
"Boto de Vela Canaria".

Es un hecho que las regatas de “Vela latina canaria” se celebran regularmente desde hace muchos años. Los estudiosos del tema no acaban de definir el origen preciso de estas regatas, ni de las embarcaciones que compiten (“botas canarios”).
Hay un acuerdo general sobre la navegación rudimentaria de los indígenas y de las primeras exploraciones europeas (genovesos, mallorquines y catalanes) con la llegada de los primeros barcos con vela latina.
Un hecho, quizás anecdótico y excepcional, relacionado con la pesca del atún a la isla de La Gomera demuestra que estaba dominada por catalanes y mallorquines. Con barcas de vela latina.

### Liguria
La presencia de barcas catalanas a la costa de Liguria fue bastante antigua. Principalmente dedicadas a la pesca del coral. Hay el caso reconocido del asentamiento de familias enteras a Laigueglia. En el aspecto náutico, la relación de los llaguts catalanes con los “leudi” ligurs se acepta por parte de los expertos.

### Croacia

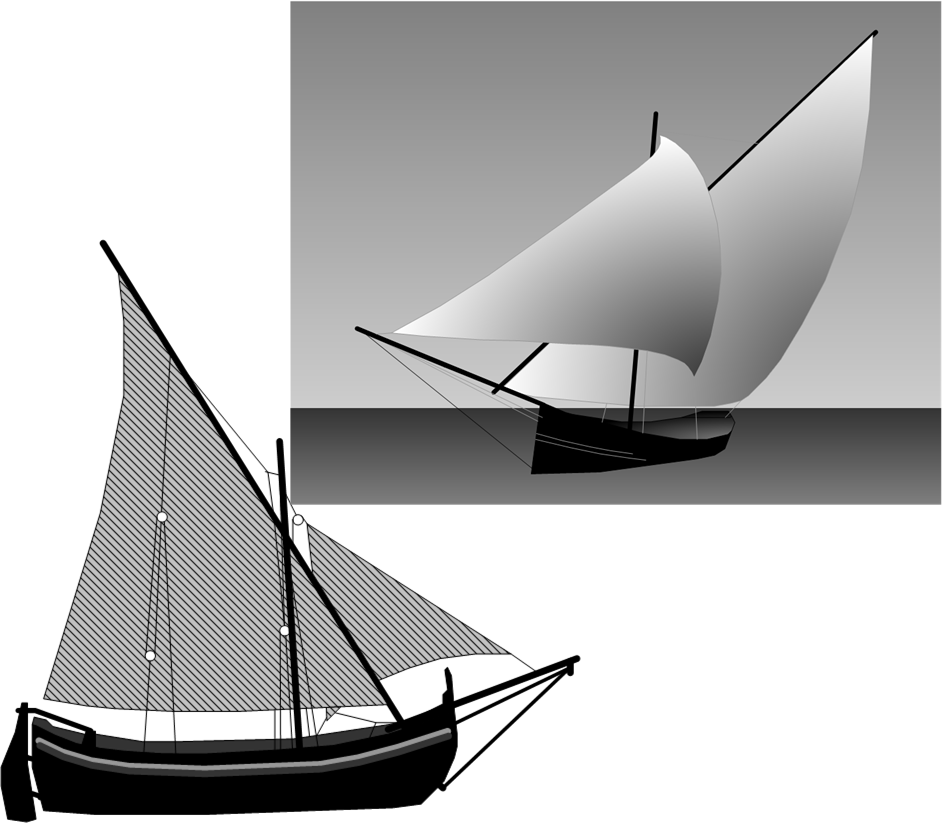
Falkuš

En la isla de Komiza (en la actual Croacia) había un tipo característico de barca de pesca: la “gajeta falkusa” (o sencillamente “falkusa”). Muy parecido al “llagut de dos velas” de las costas de Valencia, Baleares y Cataluña. Un casco de dimensiones y construcción como las del llagut, un árbol único, una vela maestra latina y un copo envergat en un estai desde el cabo del palo hasta la punta de un botaló.
Las “falkusas” eran barcos de pesca que iban a pescar muy lejos de la costa. Por eso suplementaban las bordes con “falcas” desmontables mientras navegaban con mar. Falcas que, cuando había que pescar, podían desmontarse si hacían estorbo. “Falkuses” significaría “falcadas”. También los llaguts podían montar falcas cuando convenía (Veáis piezas bb, al grabado de un llagut).
Algunos estudios publicados destacan la “coincidencia” de muchos términos náuticos en diferentes lléngües del Mediterráneo.
Desde el punto de vista del atuendo tradicional de los pescadores dàlmates, se protegían el cabo con un tipo de gorro muy parecido a la barretina.
El parecido de barcos y pescadores en dos partes tan alejadas resto abierto a futuros estudios.

## Presente y futuro de las barcas con vela latina

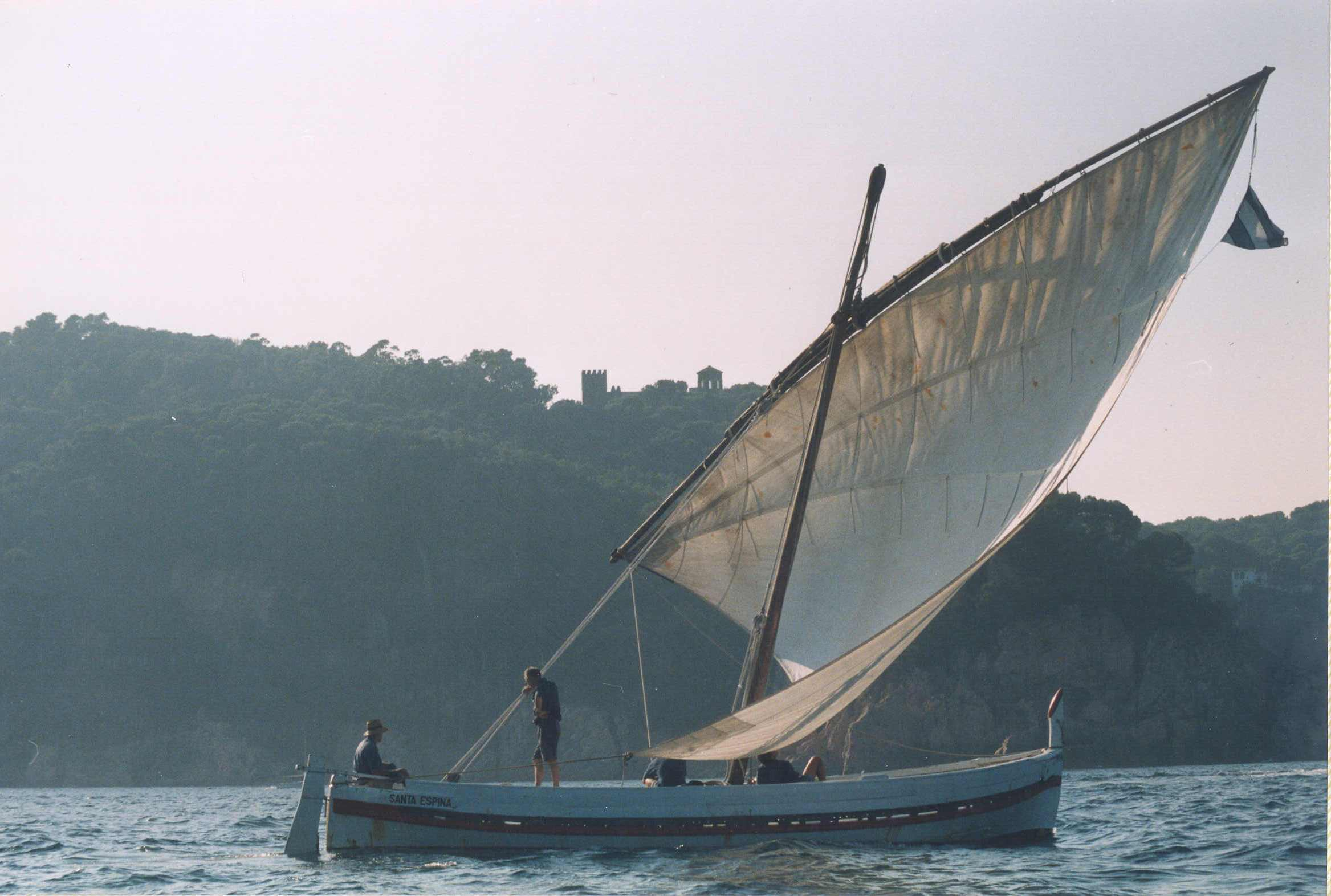
Laúd_Santa_Espina navegante

Los profesionales de las barcas de vela se acabaron con la llegada del motor. Ya antes de la guerra civil española la pesca y las actividades de ocio se practicaban a vela solo de forma residual.
En Cataluña había algunos aficionados que intentaron recuperar la navegación con vela latina, con barcas de madera restauradas. Hay el ejemplo del editor Carles Barral.
Otro ejemplo de recuperación es la de la barca catalana Santa Espina, comprada y reparada por el señor Clovis Alouges, Presidente de la Asociación Voile Latine de Colliure. Este llagut participó en la Primera Fiesta de la Vela Latina y en el Primer Encuentro de Vela Latina. Este tipo de encuentros se van repitiendo anualmente.

## Barcas catalanas citadas por personas célebres
- El capitán Alonso de Contreras cita una tartana catalana.[59]
- Giuseppe Garibaldi[60][61]

## Las barcas catalanas y similares a la literatura, la pintura y el cine

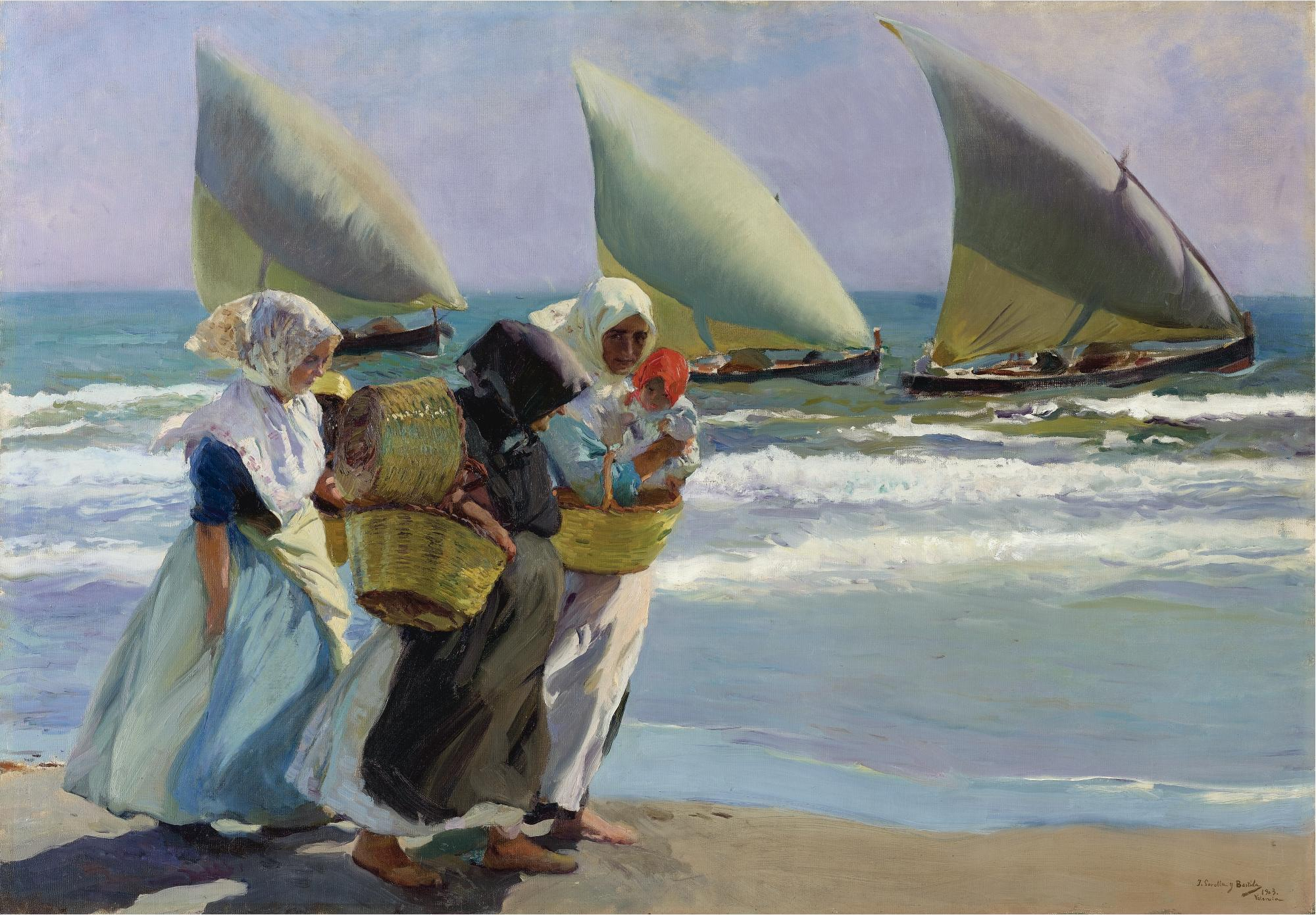
Las_tres_velas de Joaquin_Sorolla

1. Alexandre Dumas, El conde de Montecristo. Una barca catalana en Marsella.[62]
2. Vicente Blasco Ibáñez, Flor de mayo: una barca valenciana. Una barca vieja, la Garbosa, y una barca nueva, Flor de Mayo.[63]
3. Las tres velas, cuadro de Joaquin Sorolla.[64]
4. J.V.Lastarria, Tempestad. Un “falucho catalán”. La Revista de Buenos Aires, Volumen XV, 1868.[65]
5. "Marines y florestas", "El remo de treinta cuatro" de Joaquim Ruyra.[66]
6. "La barca nueva" de Ignasi Iglésias, obra de teatro.[67]
7. "La scimitarra del sarrazeno" film italiano de Piero Pierotti. Con pescadores catalanes de ficción como protagonistas.[68]
8. "El capitán Escalaborns", film. Con imágenes reales de dos barcas de media.
9. “La Gaviota” de Cecilia Böhl de Faber y Larrea. El padre de la protagonista, un pescador catalán, naufragó con su barca a las costas de Andalucía.[69]
10. "Las plages de Agnes" (2008), film de Agnès Varda.[70]